# Chiesa di Santa Caterina (Fermo)
La chiesa di Santa Caterina è un edificio religioso di Fermo, situato presso l'omonima porta in via Brunforte.

## Storia
La chiesa fu edificata nel 1226 per volontà di una pia donna di nome Costantina.
Nel 1463, cacciato Francesco Sforza, la chiesa fu ceduta ai Canonici Regolari Lateranensi che ristrutturarono l'edificio a partire dal 1475, L'intervento  fu  eseguito da Magister Ioannes Brentius. Il coro a finto intarsio fu eseguito nel 1530.
Con la soppressione napoleonica (1810), la chiesa fu chiusa e nel 1838 passò ai frati Ospitalieri di San Giovanni e poi riaperta al culto per opera di alcuni devoti. Nel 1868 venne ristrutturata con gli arredi della chiesa dei Santi Cosma e Damiano, demolita per ragioni urbanistiche, e subì gli interventi dell'architetto fermano Giovan Battista Carducci.
L'interno della chiesa è stato ristrutturato nel corso del XX secolo.
A seguito del terremoto del Centro Italia del 2016 e del 2017, la chiesa fu di nuovo chiusa per la messa in sicurezza, conclusa nel 2017 con la riapertura al culto.

## Descrizione
Nella facciata in laterizio, molto semplice, svetta il rosone centrale risalente alla fabbrica quattrocentesca, mentre le linee del tetto sono ingentilite da volute.
L'interno a croce latina ad una navata è costituito da sei cappelle laterali. Sulle pareti della seconda cappella a destra si trova un affresco votivo rinascimentale di Vincenzo Pagani, raffigurante i Santi Agostino, Tommaso Becket e Ubaldo. Nella seconda cappella a sinistra, invece, vi è un crocefisso in legno policromo opera di Angelantionio Pazzagli di Fossombrone, risalente agli inizi del Settecento.
Gli ornamenti pittorici della crociera sono opera del 1869 del fermano Giacomo Cordella.